# Мальтийская кухня

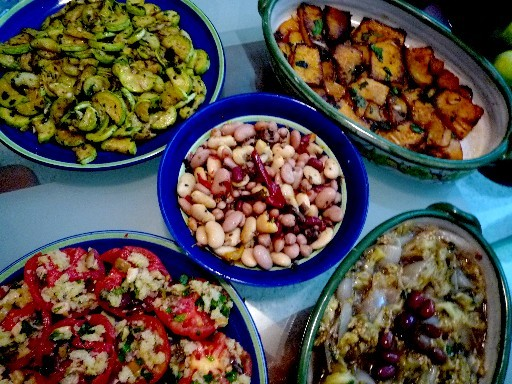
Блюда мальтийской кухни

Мальтийская кухня (мальт. Kċina Maltija) — национальная кухня Мальты. Сформировалась под влиянием английской, итальянской и средиземноморской кухонь.

## История
История и география Мальты оказали решающее влияние на формирование национальной кухни. Мальта расположена вдоль важнейших торговых путей и поэтому могла импортировать большое количество разнообразных продуктов. Сначала кухня Мальты формировалась под влиянием итальянской (особенно сицилийской), а также арабской кухонь. Позднее на острове появились рыцари мальтийского ордена, которые происходили из разных стран. Так в мальтийской кухне появились блюда из французской и испанской кухонь. С 1814 по 1964 год Мальта находилась в составе Великобритании. Естественно, что этот факт оказал влияние и на мальтийскую кухню, которая обогатилась блюдами английской кухни.

## Общая характеристика
Большой популярностью пользуются всевозможные виды пасты. Также распространены равиоли с начинкой из сыра рикотта. Поскольку Мальта — островное государство, важное место в мальтийской кухне занимает рыба (форель, кефаль, морской окунь и др.) и другие дары моря — кальмары, осьминоги, мидии, устрицы. Для приготовления блюд из мяса используется крольчатина, говядина, свинина, птица. Популярны разновидности козьего и овечьего сыров. Активно используются овощи: помидоры, баклажаны, цветная капуста, артишоки, каштаны, перец, кабачки, лук, чеснок. На гарнир кроме макаронных изделий также подают рис или картофель. Мальтийский хлеб — хобза — пекут в печи на углях. Среди другой выпечки можно выделить разнообразные пироги, печенье, трубочки, бисквиты с миндалем, фисташками, инжиром. Основным алкогольным напитком является вино. Также пользуется спросом пиво. Из безалкогольных напитков мальтийцы предпочитают чай, кофе и разнообразные виды газировок.

## Традиционные блюда

### Закуски. Супы
- Фул медамес — бобы с чесноком.
- Бигилла — пюре из бобов.
- Бэббуш — рагу из улиток.
- Минестроне — овощной суп с пастой или рисом.
- Кавлата — овощной суп с капустой и свининой.
- Алджотта — рыбный суп с помидорами и чесноком.
- Кусксу — суп с бобами и мелкими макаронными изделиями.

### Макаронные изделия. Рис.
- Тимпана — запеканка из макарон, фарша, сыра и томатов.
- Фрога тат-тарджа — омлет с макаронами.
- Росс-иль-форн — рисовая запеканка с мясом и помидорами.

### Мясо
- Фенката — кролик, тушёный с овощами.
- Брачола — обжаренные куски говядины.
- Лахам фуг иль-фвор — тушёная с беконом и чесноком говядина.
- Фалда мимлиджа — фаршированный свиной бок.
- Лахам таз-зиемель — жареное или запечённое мясо жеребца.

### Рыба и морепродукты
- Лампука — рыба, более известная как дорада, которую жарят, варят, тушат, делают с ней пироги.
- Стуффат тал-кьярнит — тушенный осьминог.
- Кламари мимлиджа — фаршированные кальмары.

### Овощи
- Бзар мимли — фаршированный перец.
- Брунгиель мимли — фаршированные баклажаны.
- Кьярабагхли мимли — фаршированные кабачки.
- Кьякьйос мимли — фаршированные артишоки.
- Капоната — вид овощного рагу из баклажанов, тушённых вместе с другими овощами.

### Сыры. Яйца
- Джбейна — маленький круглый сыр из козьего или овечьего молока.
- Фрога — омлет с сыром, бобами или мясом.
- Бальбульджата — яичница с помидорами и луком.

### Несладкая выпечка
- Хобза — мальтийский хлеб.
- Фтира — лепёшки.
- Сфинег — оладьи.
- Пастицци — пирожки из слоёного теста с начинкой.

### Сладости
- Имкарет — десерт.
- Канноли — вафельная трубочка с начинкой.
- Тостед равиолли — равиоли со сладкой начинкой, жаренные во фритюре.
- Торти тат-тамал — торт с какао.
- Торти тал-марморат — миндально-шоколадный пирог.
- Пудина тал-хобз — хлебный пудинг с изюмом и какао.
- Кварезимал — миндальное печенье.
- Фиголла — пасхальная выпечка из песочного теста с начинкой из марципана.
- Зеполле — пончики.

### Напитки
- Гулеп тал-харруб — сироп из рожкового дерева.
- Имбулджута — напиток из каштана, какао, гвоздики и цедры цитрусовых.
- Руггата — напиток из корицы, ванили, горького миндаля, сахара, воды и молока.

## Галерея

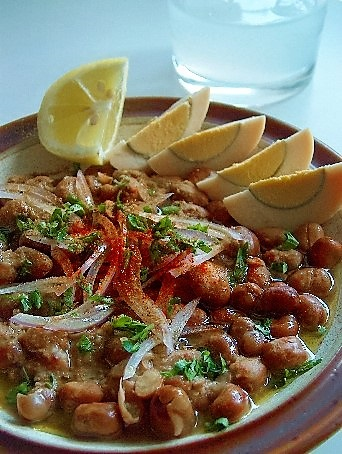
Фул медамес с  яйцами и овощами
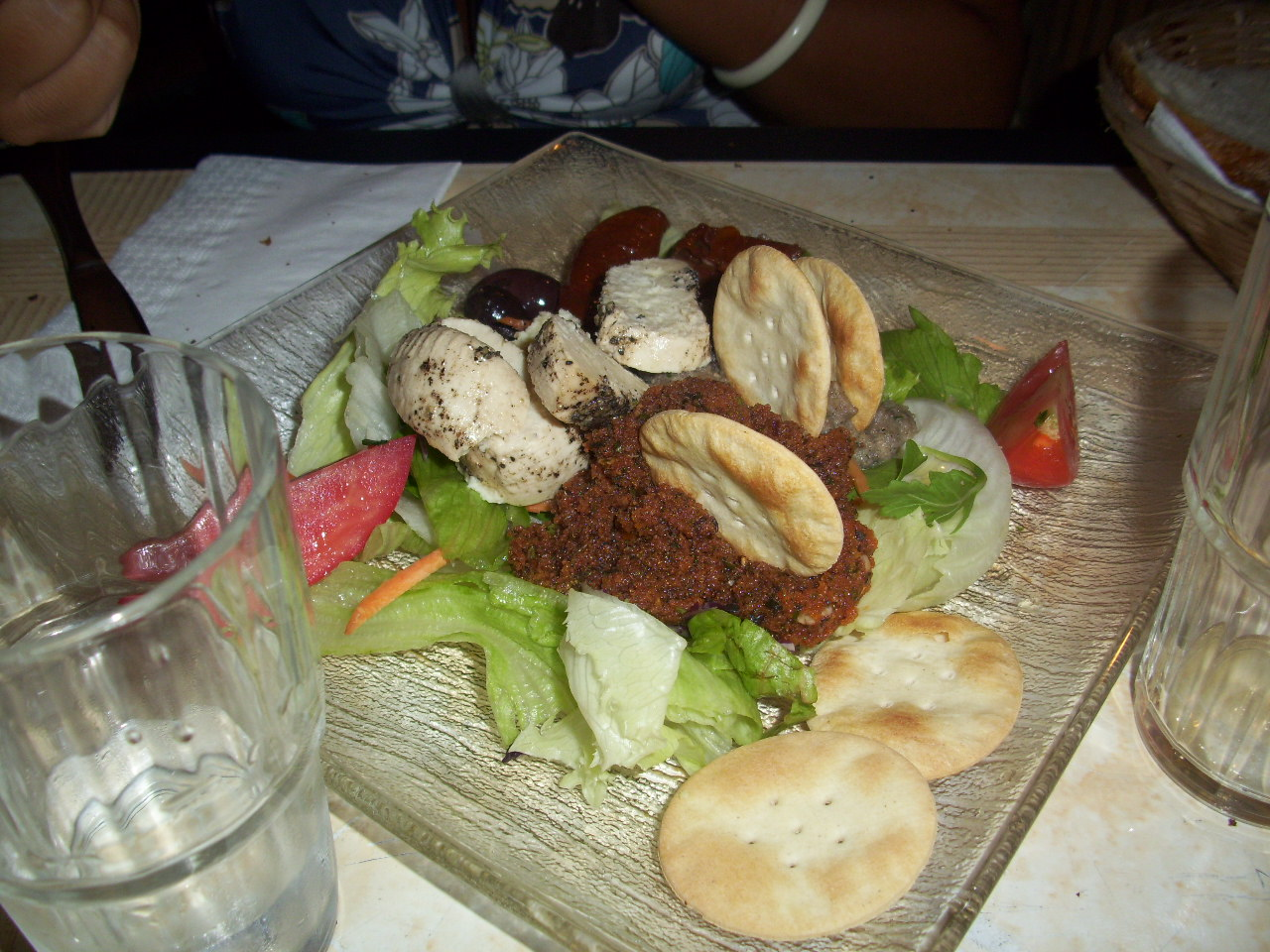
Бигилла с гренками, сыром и салатом
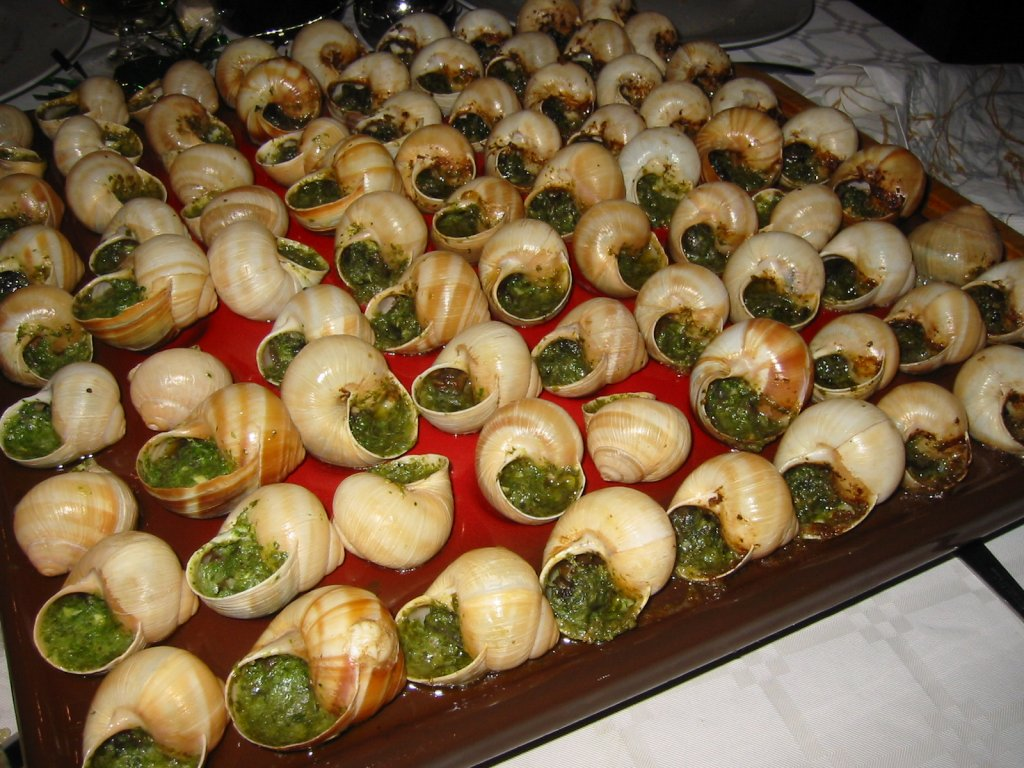
Эскарго
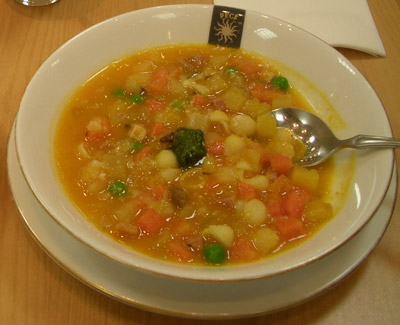
Минестроне
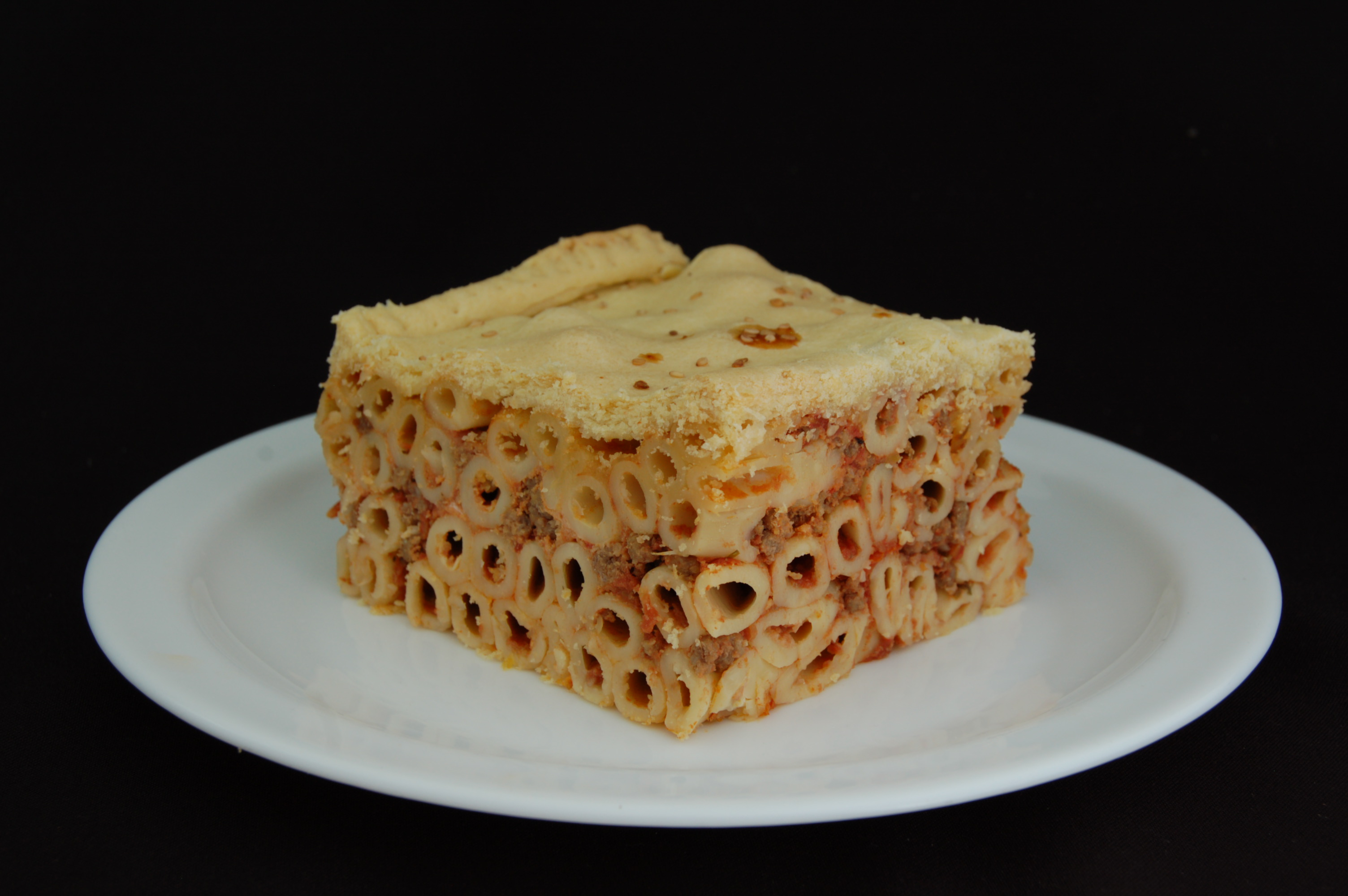
Тимпана